# Bao Cương
Bao Cương (tiếng Trung giản thể: 包钢, bính âm Hán ngữ: Bāo Gāng, sinh tháng 5 năm 1969, người Mông Cổ) là chính trị gia nước Cộng hòa Nhân dân Trung Hoa. Ông là Ủy viên dự khuyết Ủy ban Trung ương Đảng Cộng sản Trung Quốc khóa XX, hiện là Thường vụ Khu ủy Nội Mông, Bí thư Thành ủy Hohhot. Ông từng là Phó Chủ tịch Chính phủ Nội Mông.
Bao Cương là đảng viên Đảng Cộng sản Trung Quốc, học vị Thạc sĩ Quản trị kinh doanh. Ông có sự nghiệp hơn 30 năm đều công tác ở Nội Mông Cổ – khu tự trị chủ yếu của dân tộc mình.

## Xuất thân và giáo dục
Bao Cương sinh vào tháng 5 năm 1969, quê quán ở địa cấp thị Phụ Tân, nay là quận thuộc địa cấp thị Uy Hải, thuộc tỉnh Liêu Ninh, Cộng hòa Nhân dân Trung Hoa, trong một gia đình người Mông Cổ. Sau khi tốt nghiệp cao trung, vào năm 1987, ông thi cao khảo và đỗ Đại học Nội Mông Cổ, nhập học từ tháng 9 cùng năm ở hệ kinh tế và tốt nghiệp cử nhân chuyên ngành quản lý kinh tế quốc dân vào tháng 7 năm 1991. Ông được kết nạp Đảng Cộng sản Trung Quốc khi còn là sinh viên trường Nội Mông vào tháng 12 năm 1988, sau đó từng tham gia các khóa học, nghiên cứu như khóa học của cán bộ trung, thanh niên từ tháng 9 năm 2001 đến tháng 1 năm 2002; chương trình nghiên cứu sinh về quản lý công từ tháng 8 năm 2003 đến tháng 12 năm 2005, đều ở Trường Đảng Khu ủy Nội Mông. Bên cạnh đó, ông còn theo học một khóa tiến tu cán bộ cấp sảnh, cục tại tòa thị chính Nội Mông từ tháng 11 năm 2005 đến tháng 1 năm 2006. Tháng 9 năm 2007, ông tham gia chương trình nghiên cứu sinh sau đại học ở Trường Kinh tế của Đại học Thanh Hoa và nhận bằng Thạc sĩ Quản trị kinh doanh vào tháng 7 năm 2009.

## Sự nghiệp
Tháng 7 năm 1991, sau khi tốt nghiệp trường Nội Mông, Bao Cương được phân vào Chính phủ Nhân dân Khu tự trị Nội Mông, bắt đầu ở vị trí cán bộ của Phòng Thông tin, Sảnh Văn phòng Chính phủ. Giai đoạn này, ông từng được điều về Đào Lợi Tô Mộc của kỳ Uxen tham gia công tác giáo dục xã hội giai đoạn tháng 2–12 năm 1992. Tháng 4 năm 1994, ông được nâng ngạch cán bộ cấp phó chủ nhiệm khoa viên của Đảng ủy cơ quan Sảnh Văn phòng Chính phủ, rồi ngạch chủ nhiệm, chuyển sang Phòng Nhân sự của sảnh, đồng thời được bầu là Bí thư Đoàn ủy của sảnh từ tháng 12 năm 1996. Sang tháng 5 năm 1998, ông nhậm chức Phó Trưởng phòng Nhân sự, rồi chuyển cơ quan làm Chủ nhiệm Trung tâm Phục vụ sự vụ cơ quan của sảnh từ tháng 6 năm 2000. Tháng 3 năm 2002, Bao Cương được bổ nhiệm làm Phó Cục trưởng Cục Quản lý sự vụ cơ quan trực thuộc Chính phủ Nội Mông, rồi chuyển chức làm Ủy viên Đảng ủy, Bí thư Ủy ban Kỷ luật của Ủy ban Quản lý và Giám sát tài sản quốc hữu Nội Mông từ tháng 12 năm 2004.
Tháng 9 năm 2006, Bao Cương được điều về thủ phủ Hohhot, chỉ định vào Ủy ban Thường vụ Thành ủy, phân công làm Bí thư Ủy ban Kiểm tra Kỷ luật Thành ủy Hohhot. Đến đầu năm 2008, ông được bổ nhiệm làm Phó Thị trưởng Hohhot, giữ chức vụ này hơn 2 năm thì được điều tới địa cấp thị Ô Hải, nhậm chức Phó Bí thư Thị ủy, Bí thư Ủy ban Kiểm Kỷ Ô Hải. Tháng 6 năm 2013, ông được bầu làm Thị trưởng Ô Hải, sau đó nửa năm thì được điều tiếp tới địa cấp thị Bao Đầu, nhậm chức Phó Bí thư Thị ủy, Thị trưởng Bao Đầu. Vào tháng 9 năm 2015, ông được điều chuyển một lần nữa và lần này là minh Alxa, giữ chức Bí thư Minh ủy Alxa. Ba năm sau, vào tháng 7 năm 2018, Bao Cương được bổ nhiệm làm Phó Chủ tịch Nội Mông, và là Thành viên Đảng tổ Chính phủ Nội Mông. Đến ngày 24 tháng 9 năm 2021, ông được bầu vào Ủy ban Thường vụ Khu ủy Nội Mông, được phân về thủ phủ Hohhot làm Bí thư Thành ủy. Năm 2022, ông được bầu là đại biểu của đoàn Nội Mông Cổ dự Đại hội Đảng Cộng sản Trung Quốc lần thứ XX. Trong quá trình bầu cử tại đại hội, ông được bầu là Ủy viên dự khuyết Ủy ban Trung ương Đảng Cộng sản Trung Quốc khóa XX.